# Macropharynx steyermarkii
Macropharynx steyermarkii är en oleanderväxtart som först beskrevs av Markgr, och fick sitt nu gällande namn av J.F. Morales. Macropharynx steyermarkii ingår i släktet Macropharynx och familjen oleanderväxter. Inga underarter finns listade i Catalogue of Life.